# آلمیر گارنیر سانتوس
آلمیر گارنیر سانتوس (انگلیسی: Almir Garnier Santos؛ زادهٔ ۲۲ سپتامبر ۱۹۶۰) فرمانده نظامی و سیاست‌مدار اهل برزیل است، که هم‌اکنون به‌عنوان فرمانده نیروی دریایی برزیل فعالیت می‌کند.